# Aboudjerra Soltani
Pour les articles homonymes, voir Soltani.
Aboudjerra Soltani ou Bouguerra Soltani, né en 1954 à Cheria dans l'actuelle wilaya de Tébessa, est un homme politique algérien.

## Biographie
Aboudjerra Soltani (أبو جرة سلطاني) est natif de la commune de Cheria dans la wilaya de Tébessa (Est de l'Algérie), et a grandi à Constantine. 
Il est diplômé d'un magister en littérature arabe (époque de la Djahilia - ou époque « préislamique »). Il prépare un doctorat d’État en littérature et prépare un autre doctorat d’État en économie (qui a pour thème : le marché de l’emploi). Il a enseigné à l’université de Constantine (département littérature arabe) entre 1980 et 1994 et à l’Université de la mosquée Emir Abdelkader à Constantine de 1990 à 1994. Il échappe à une tentative d’assassinat près de son domicile à Constantine, le 16 septembre 1994.
Le 16 mars 2022, le président de la République algérienne, Abdelmadjid Tebboune, désigne  Aboudjerra Soltani membre du Conseil de la nation au titre du tiers présidentiel.

## Position politique
Succédant à la tête du MSP au fondateur Mahfoud Nahnah, il rallie le président Abdelaziz Bouteflika en formant une alliance avec le RND. Cette prise de position lui vaut une perte de popularité. Son soutien inconditionnel en 2009 pour un troisième mandat à Bouteflika entraîne la démission de plusieurs membres de son parti et la création le 16 avril 2009 d'un nouveau parti islamiste le Mouvement pour la prédication et le changement.

## Allégations de torture
Le 12 octobre 2009, TRIAL (Track Impunity Always – association suisse contre l’impunité) a déposé une dénonciation pénale auprès du juge d’instruction du canton de Fribourg contre d'Aboudjerra Soltani, pour actes de torture. La victime, Nouar Abdelmalek, ancien militaire, journaliste et écrivain, s’est constituée partie civile le lendemain. 
Selon la dénonciation, Soltani aurait dirigé une session de torture contre M. Abdelmalek le 1er juillet 2005 au Centre de Châteauneuf. M. Abdelmalek y aurait subi le supplice du chiffon, de nombreuses décharges électriques sur le ventre, les pieds et les mains, des torsions des pieds en vue de les casser et un tournevis aurait même été introduit dans une cicatrice récente sur son pied droit. Sur les bases du témoignage de la victime, la dénonciation reporte que Soltani, souhaitant obtenir de M. Abdelmalek la signature de fausses déclarations et de documents vierges,a ouvertement dirigé cette séance de torture en encourageant et incitant les agents présents à exercer ces actes inhumains. 
Cette dénonciation a été déposée alors que Soltani se rendait à une conférence en Suisse. Apparemment informé de la procédure, Soltani a quitté la Suisse sans se rendre à sa conférence.
Interrogé juste à son arrivée à Alger, Soltani réfute l’existence de cette affaire et affirme être rentré en urgence à Alger au motif d’engagements personnels. « Je ne connais pas ce Anouar Malek du tout. Ce n’est pas normal qu’il m’accuse alors que je ne le connais pas », dit-il à l’époque. Soltani affirme que des preuves et des documents attestent qu’entre le 28 juin et le 5 juillet 2005, il s’était rendu d’abord à Sanaa, au Yémen, pour participer à la 32e session de la conférence islamique avant de gagner la Libye d’où il s’est envolé pour l’Algérie.
Anouar Malek, a décidé de retirer la plainte qu’il avait déposée, en juillet 2009, à Genève, auprès du Comité de l’ONU contre la torture, à l’encontre de Aboudjerra Soltani qu’il avait accusé de l’avoir torturé.
Pour Anouar Malek, son revirement s’explique par  l’imminence de l’accusation de l’Algérie. 
Anouar Malek a révélé qu’après “l’étude de mon dossier par le comité, l’accusation de l’Algérie était devenue imminente dans l’affaire de la torture qu’un responsable de l’État avait commise. J’ai su aussi que des parties avaient l’intention d’exploiter cette accusation, et c’est alors que j’ai décidé de retirer ma plainte parce que je n’accepterai jamais que l’Algérie soit accusée dans des rencontres internationales”, a-t-il appuyé.

## Parcours
- Imam stagiaire
- Imam de prêches
- Rédacteur en chef de la revue Solidarité
- Professeur d’université
- Président du Conseil consultatif national du Mouvement de la société pour la paix (MSP)
- Secrétaire d'État auprès du Ministre de l'Agriculture, Chargé de la Pêche
- Ministre des PME/PMI
- Ministre du Travail et de la Protection sociale
- Député (wilaya de Tébessa) de 1997-2002 et de 2002-2005
- Élu président du Mouvement de la société pour la paix (MSP) en remplacement du défunt cheikh Mahfoud Nahnah au congrès du 8 mai 2003
- Remplacé au poste de président du Mouvement de la société pour la paix (MSP) par le docteur Abderrazak Makri au congrès du 4 mai 2013
- Ministre d'État sans portefeuille de 2005-2009
- Membre de plusieurs associations, organisations, forums nationaux et internationaux (islamiques, arabes ou mondiaux)

## Itinéraire
| N° | Fonction                                                                                           | Début            | Fin              |
| -- | -------------------------------------------------------------------------------------------------- | ---------------- | ---------------- |
| 01 | Secrétaire d'État auprès du Ministre de l'Agriculture, Chargé de la Pêche (Gouvernement Ouyahia I) | 31 décembre 1995 | 10 juin 1997     |
| 02 | Ministre de la Petite et Moyenne Entreprise (PME) (Gouvernement Ouyahia II)                        | 24 juin 1997     | 14 décembre 1998 |
| 03 | Ministre de la Petite et Moyenne Entreprise (PME) (Gouvernement Hamdani)                           | 15 décembre 1998 | 23 décembre 1999 |
| 04 | Ministre du Travail et de la Protection Sociale (Gouvernement Benbitour)                           | 23 décembre 1999 | 26 août 2000     |
| 05 | Ministre du Travail et de la Protection Sociale (Gouvernement Benflis I)                           | 26 août 2000     | 31 mai 2001      |
| 06 | Député de la wilaya de Tébessa à l'APN (Gouvernement Benflis II)                                   | 31 mai 2001      | 1er mai 2005     |
| 07 | Ministre d'État (Gouvernement Ouyahia V)                                                           | 1er mai 2005     | 24 mai 2006      |
| 08 | Ministre d'État (Gouvernement Belkhadem I)                                                         | 24 mai 2006      | 4 juin 2007      |
| 09 | Ministre d'État (Gouvernement Belkhadem II)                                                        | 4 juin 2007      | 23 juin 2008     |
| 10 | Ministre d'État (Gouvernement Ouyahia VI)                                                          | 23 juin 2008     | 15 novembre 2008 |
| 11 | Ministre d'État (Gouvernement Ouyahia VII)                                                         | 15 novembre 2008 | 27 avril 2009    |
| 12 | Président du Mouvement de la société pour la paix (MSP) (3e et 4e Congrès)                         | 8 mai 2003       | 4 mai 2013       |
| 13 | Membre du Conseil de la nation                                                                     | 16 mars 2022     |                  |